# Zaczarowane baletki
Zaczarowane baletki (oryg. Ballet Shoes) – brytyjska powieść dla dziewcząt, autorstwa Noel Streatfeild, napisana w roku 1936. Jest jedną z części serii książek, powstałych w latach 1936–1962.
Historia trzech adoptowanych dziewcząt, z których każda ma szczególny talent i plany związane z jego rozwojem.

## Ekranizacje
Książka została dwukrotnie sfilmowana:
- 1975: Zaczarowane baletki
- 2007: Zaczarowane baletki